# Амитаюрдхьяна сутра
«Амитаюрдхьяна сутра» («Сутра Созерцания Будды Амитаюса», санскр.) — буддийский (махаянский) канонический текст, посвящённый культу Будды Амитаюса (Амитабхи). Наряду с «Большой Сукхавативьюха сутрой» и «Малой Сукхавативьюха сутрой», этот текст входит в состав «Трёхчастного канона Чистой земли» (кит. Цзинту сань бу цзин 淨土三部經) — собрания сутр, которое составляет доктринальную основу учения буддийской школы Чистой земли, исторически являющейся наиболее массовым и популярным направлением дальневосточного буддизма.

«Амитаюрдхьяна сутра» была переведена на китайский язык Калаяшасом (кит. 畺良耶舍) в эпоху Лю Сун под названием «Проповедованная Буддой сутра созерцания Будды Амитаюса» (кит. Фо шо гуань Уляншоу-фо цзин 佛說觀無量壽佛經). В этой сутре содержатся подробные наставления о том, как следует осуществлять шестнадцать визуализаций Чистой земли Сукхавати. Особое значение для последователей школы Чистой земли имеет описание шестнадцатой визуализации, где Будда прямо указывает, что даже те люди, которые совершили пять злодеяний, могут родиться в Чистой земле: 
«Низший вид низшего класса рождающихся [в Чистой земле] таков. Предположим, есть живое существо, которое создаёт неблагую карму, [свершает] пять наиболее тяжёлых проступков, десять дурных действий и [другие] неблагие [деяния]. Такой дурной человек непременно впадёт в дурные формы существования и в течение многих кальп будет подвергаться безграничным страданиям, так как он [создал тяжёлую] дурную карму. Если такой глупый человек незадолго до смерти встретит благого друга, [то этот благой друг] успокоит его, поведает ему чудесную Дхарму и велит ему памятовать о Будде. Тот человек, будучи стеснён страданиями, не сможет памятовать о Будде. Благой друг скажет ему:

“Если ты не можешь памятовать о том Будде, то тебе следует произносить имя Будды Амитаюса. Если ты сможешь сосредоточенно повторять [мантру] ‘Намо Буддхая Амитабхая’ в течение десяти моментов мысли, то, благодаря произнесению имени Будды, в каждый [из моментов] мысли [ты] устранишь дурную [карму], накопленную в жизнях и смертях на протяжении восьмидесяти коти кальп”. Сразу после смерти тот человек узрит перед собой золотой лотос, подобный солнечному диску. В мгновение мысли [тот человек] обретёт рождение в Мире Высшей Радости. В лотосе он проведёт двенадцать великих кальп. Когда лотос откроется, Авалокитешвара и Махастхамапрапта голосами великого сострадания возвестят ему истинную природу всех дхарм и методы освобождения от дурной [кармы]. Услышав [их], он возрадуется и тотчас же устремит [своё] сознание к [достижению] бодхи».
Имеется полный русский перевод  этого канонического текста с китайской версии Калаяшаса, сделанный буддологом Д. В. Поповцевым в 1983 г. и опубликованный в 2017.